# Andrea Guarneri
Andrea Guarneri (Cremona, 1626 — Cremona, 7 de dezembro de 1698) foi um célebre luthier italiano.

## Vida
Trabalhou toda sua vida em Cremona, no período de 1641 a 1698. Nos anos de 1641 a 1646 foi aluno de Nicola Amati de quem aprendeu toda a técnica da fabricação de instrumentos de corda, estudou junto com Antonio Stradivari.
O violino tem seu período áureo de produção no Baroco. Stradivarius, Armati e Guarneri são mestres do instrumento desse tempo. 